# エヒツェル
エヒツェル (ドイツ語: Echzell) は、ドイツ連邦共和国ヘッセン州ヴェッテラウ郡に属す町村（以下、本項では便宜上「町」と記述する）である。

## 地理

### 隣接する市町村
エヒツェルは、北東はニッダ、南東はランシュタット、南はライヒェルスハイム、西から北西はヴェルファースハイム（いずれもヴェッテラウ郡）と境を接している。

### 自治体の構成
エヒツェルは、ビンゲンハイム、ビセス、エヒツェル、ゲッテナウ、グルント＝シュヴァルハイムの各地区からなる。

## 歴史

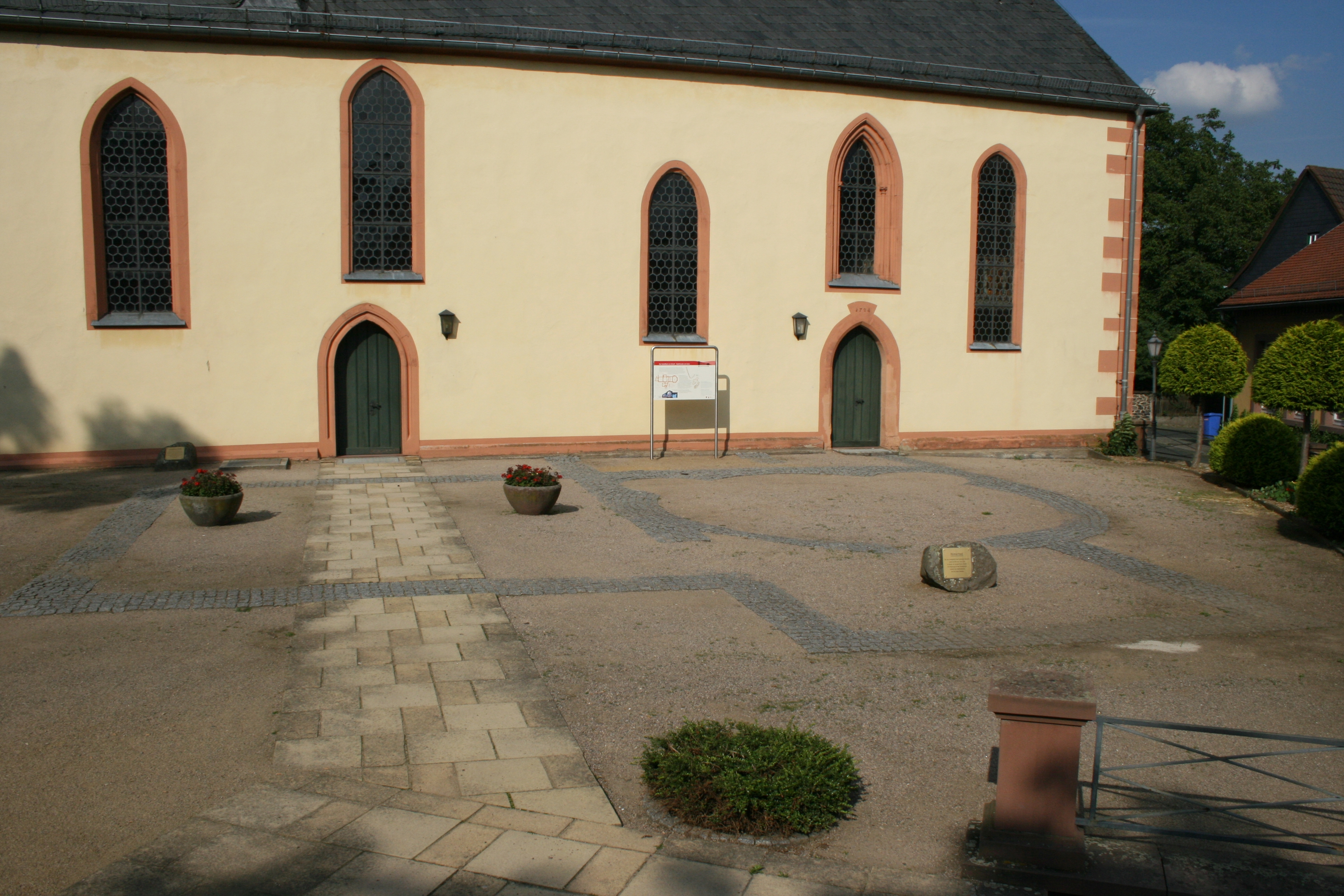
教会の庭に敷石でマークされた古代公衆浴場の基礎壁跡

### 古代
数多くの出土品が、紀元前5000年頃には、現在のエヒツェル周辺に恒常的な入植地が存在していたことを裏付けている。

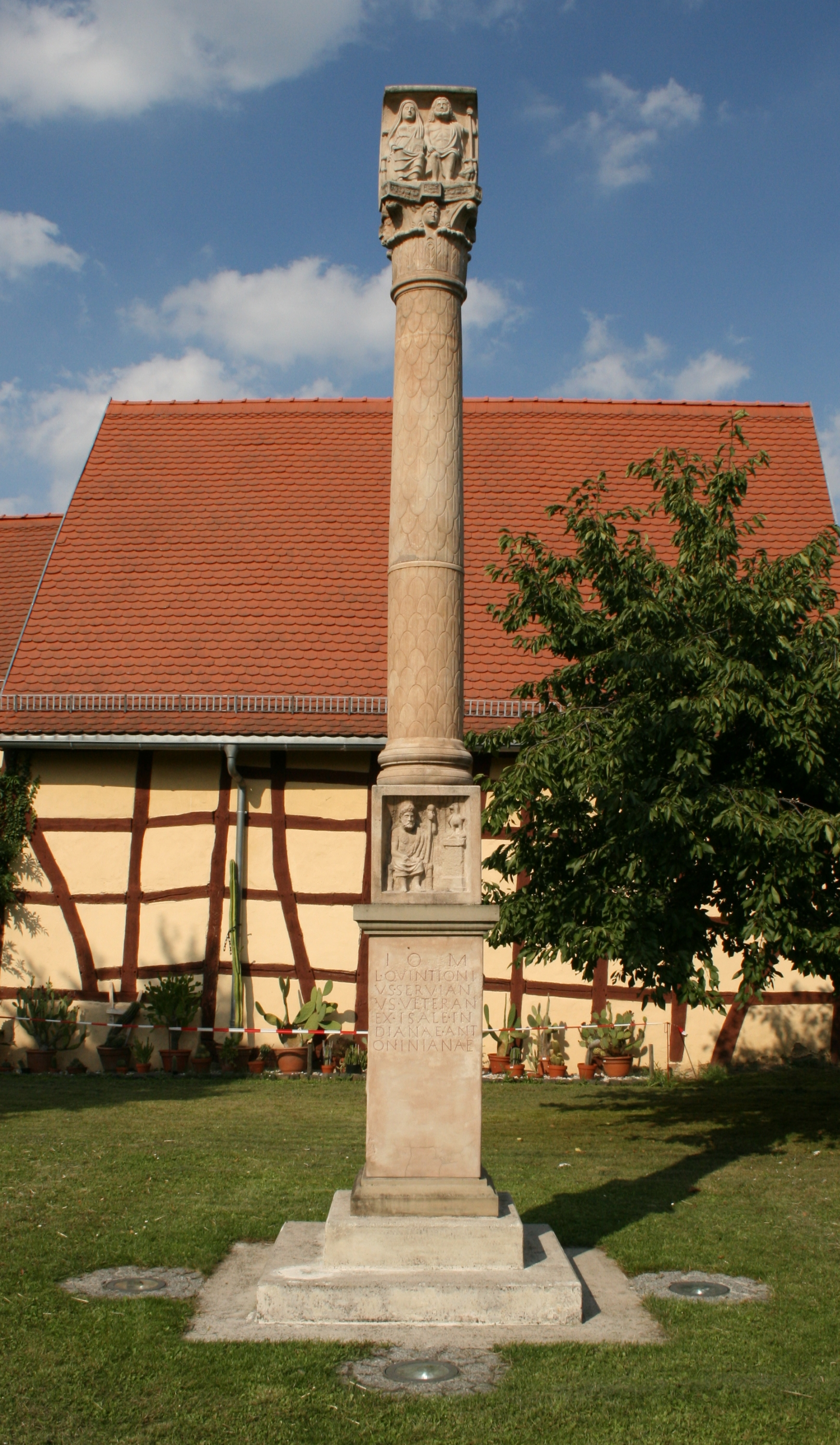
エヒツェルのジュピター柱

現在の集落の北西端に、90年頃から260年頃まで、ローマ帝国のヴェッテラウ＝リーメスの一部として 1,000人の兵士を収容する大きなカストラが存在していた（カステル・エヒツェル）。教会は、ローマ時代の公衆浴場跡に建設された。古代の基礎壁の跡が敷石でマークされている。教会の近くには集落南部で発掘されたローマ時代のジュピター柱のレプリカがある。

### 中世
現存する最も古いエヒツェルに関する文献史料は、782年7月28日の書類で、Ahizuuila と表記されている。
この村はかつてフルディッシェ・マルク（フルダ修道院の辺境所領）に属し、その後ニッダ伯領を経て、13世紀初めにツィーゲンハイン伯領となった。

### 町村合併
1970年12月31日に、それまで独立した町村であったグルント＝シュヴァルハイムがエヒツェルに合併した。1971年7月1日にゲッテナウがこれに加わった。ビセスは 1971年10月1日にこれに続いた。1972年8月1日にビンゲンハイムが合併し、一連の町村合併が完了した。

## 行政

### 町議会
2011年3月27日の選挙以降、エヒツェルの町議会は 31議席で構成されている。

### 首長
2013年9月22日の選挙で、ヴィルフリート・モック (CDU) は 79.9 % の票を獲得して、対立候補で1995年から町長職にあった当時現職町長のディーター・ミュラー (SPD) を破り、初当選した。この選挙の投票率は 76.3 % であった。モックは、同年11月1日に町長就任した。

## 経済と社会資本

### 交通
エヒツェルは、州道 L3188号線（ロートハイム (フンゲン) - シュタムハイム (フロールシュタット)線）および L3412号線（連邦道 B455号線に接続する）沿いに位置している。郡道 K181号線は、連邦アウトバーン A45号線のヴェルファースハイム・インターチェンジ近くで B455号線に接続する。
ニッダからエヒツェル、ライヒェルスハイム、バイエンハイムを経てフリートベルクに至る列車が 1時間毎にホルロフタール鉄道を運行している。ラッシュ時にはフランクフルト中央駅までの直通列車が運行される。
公共旅客交通機関は、ライン＝マイン交通連盟傘下のオーバーヘッセン交通会社によって運営されている。
ドイツ・リーメス自転車道が市内を通っている。この自転車道は、オーバーゲルマニシュ＝レティシャー・リーメス沿いに、ライン川沿いのバート・ヘニンゲンからドナウ川沿いのレーゲンスブルクまでを結んでおり、全長は 818 km 以上に及ぶ。

### 教育
- インターナーツギムナジウム・ルキウス（寄宿舎付きギムナジウム）には、約150人の学生を受け容れている[7]。
- クルト＝モースドルフ＝シューレは、基礎課程学校である。2007年まで本課程が、2005年までは養護課程があった。
- ビンゲンハイム市区には、障害者のための住居や作業所を併設した教育機関レーベンスゲマインシャフト・ビンゲンハイムがある。また、ヴァルドルフ養護学校もある。

## 文化と見所

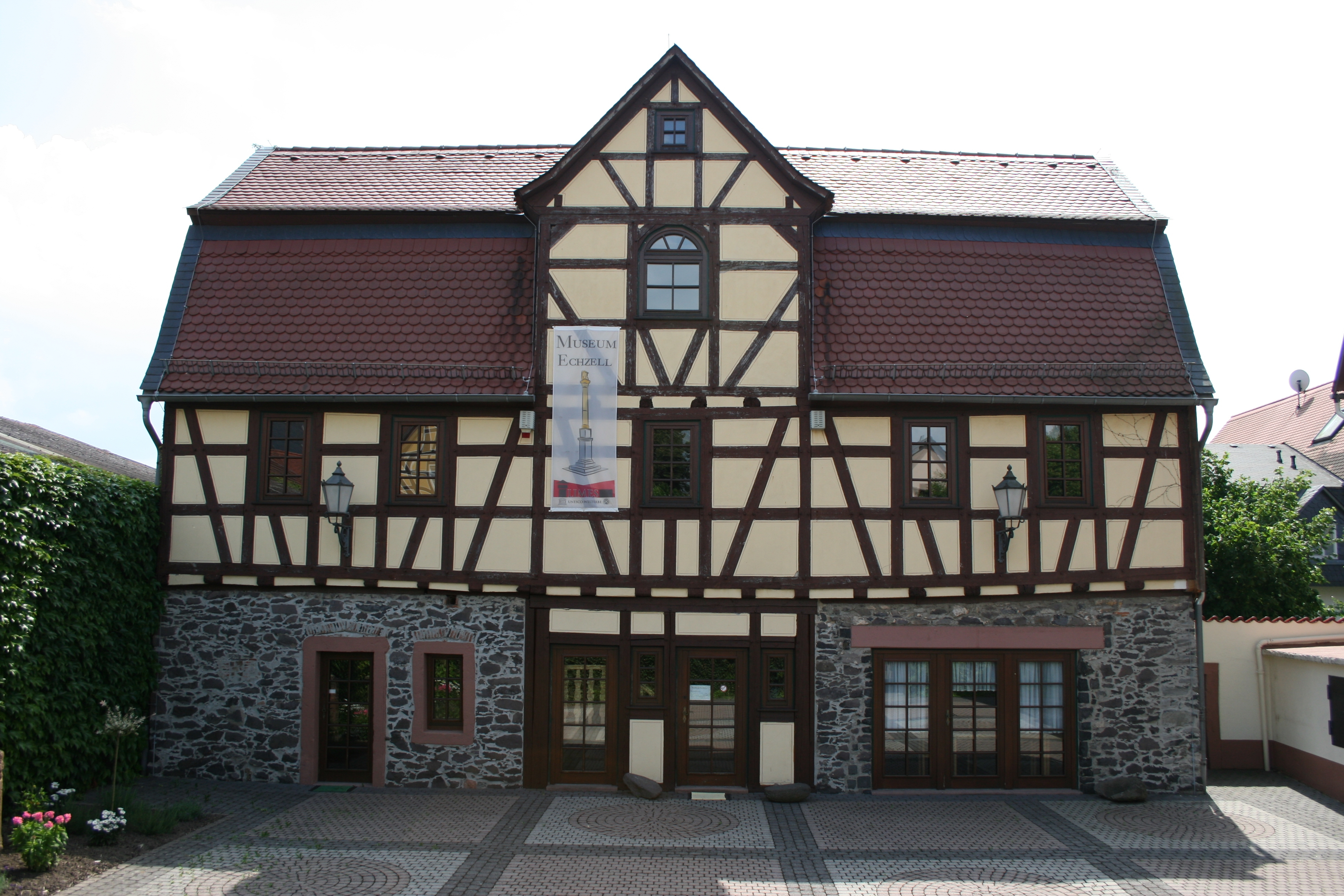
エヒツェル郷土博物館

- ローマ浴場の基礎壁。福音主義教会の下から発見された。
- 郷土博物館。この地域で最も古い旧薬局内に入居している。
- ジュピター柱。1990年代に発掘された。修復され郷土博物館の前に設置された。
- 方伯の狩の城館。1742年に建設された旧水城。

## 引用
1. ↑  Hessisches Statistisches Landesamt: Bevölkerung in Hessen am 31.12.2023 (Landkreise, kreisfreie Städte und Gemeinden, Einwohnerzahlen auf Grundlage des Zensus 2011)]
2. ↑  Das große Alenkastell Echzell（2015年7月25日 閲覧）
3. ↑  Statistisches Bundesamt (Hrsg.): Historisches Gemeindeverzeichnis für die Bundesrepublik Deutschland. Namens-, Grenz- und Schlüsselnummernänderungen bei Gemeinden, Kreisen und Regierungsbezirken vom 27. 5. 1970 bis 31. 12. 1982. W. Kohlhammer GmbH, Stuttgart und Mainz 1983, ISBN 3-17-003263-1, S. 352 und 353.
4. ↑  ヘッセン州統計局: 2011年3月27日のエヒツェル町議会議員選挙結果（2015年7月25日 閲覧）
5. ↑  ヘッセン州統計局: 2013年9月22日のエヒツェル町長選挙結果（2015年7月25日 閲覧）
6. ↑  Deutsche Limes-Straße / Deutscher Limes-Radweg（2015年7月25日 閲覧）
7. ↑  Internatsgymnasium Lucius（2015年7月25日 閲覧）